# 亞歷山大·布雷
亞歷山大·布雷（英語：Alex Bray；1995年3月20日—）是一位威爾斯足球運動員。在場上的位置是側鋒。他現在效力於英格蘭足球超級聯賽球隊斯旺西城足球俱樂部。他也代表威爾斯U19國家隊參賽。

## 外部連結
- 足球数据库：亞歷山大·布雷的球员统计数据
- Soccerway資料庫：Alex Bray